# Spartan (satélite)
Spartan (acrónimo de Shuttle Point Autonomous Research Tool for Astronomy) es un satélite artificial reutilizable usado como observatorio espacial y diseñado para ser soltado y recuperado por un transbordador espacial mediante el brazo robótico.
El Spartan más utilizado fue el Spartan-201 con los telescopios UVCS y WLC, el espectrómetro SAO/Cambridge y el coronógrafo de luz blanca HAO/Boulder. El equipo secundario del Spartan variaba según la misión.

## Misiones
- 17 de junio de 1985: Spartan 1 - STS-51G
- 8 de abril de 1993: Spartan 201 - STS-56
- 9 de septiembre de 1994: Spartan 201 - STS-64
- 3 de febrero de 1995: Spartan 204 - STS-63
- 7 de septiembre de 1995: Spartan 201 - STS-69
- 19 de mayo de 1996: Spartan 207 - STS-77
- 19 de noviembre de 1997: Spartan 201
- 29 de octubre de 1998: Spartan 201